# Neolucanus tanakai
Neolucanus tanakai es una especie de coleóptero de la familia Lucanidae.

## Distribución geográfica
Habita en Hainan (China).